# NGC 6768
NGC 6768 este o galaxie eliptică situată în constelația Coroana Australă. A fost descoperită în 4 august 1834 de către John Herschel. Se află la o distanță de 71,78 de megaparseci de Pământ.